# Orbea pulchella
Orbea pulchella là một loài thực vật có hoa trong họ La bố ma. Loài này được (Masson) L.C. Leach mô tả khoa học đầu tiên năm 1975.